# Verrens-Arvey
Verrens-Arvey is een gemeente in het Franse departement Savoie (regio Auvergne-Rhône-Alpes) en telt 574 inwoners (1999). De plaats maakt deel uit van het arrondissement Albertville.

## Geografie
De oppervlakte van Verrens-Arvey bedraagt 10,9 km², de bevolkingsdichtheid is 52,7 inwoners per km².
De onderstaande kaart toont de ligging van Verrens-Arvey met de belangrijkste infrastructuur en aangrenzende gemeenten.

## Demografie
Onderstaande figuur toont het verloop van het inwonertal (bron: INSEE-tellingen).